# Belvosiella funditor
Belvosiella funditor är en tvåvingeart som beskrevs av Charles Howard Curran 1934. Belvosiella funditor ingår i släktet Belvosiella och familjen parasitflugor.
Artens utbredningsområde är Guyana. Inga underarter finns listade.